# کیتو جیدوانی
کیتو جیدوانی (به انگلیسی: Kitu Gidwani) (زاده۲۲ اکتبر ۱۹۶۷) مدل، بازیگر هندی است.

## فیلم‌شناسی
- باشه عزیزم
- ترافیک (فیلم ۲۰۱۴)
- مد
- باشه عزیزم
- دل دادیم
- خاطرات بمبئی
- دانش‌آموز سال
- اگه بدونی یا نه
- زمین (فیلم ۱۹۹۸)
- او با قانون آمد